# شهباز فیجی
شهباز فیجی (نام علمی: Accipiter rufitorques) نام یک گونه از سرده بازها است. این پرنده در کالدونیای جدید دیده شده است. بوم‌زاد فیجی، در استان‌های ویتی لوو، ونوا لوو، است. شهباز فیجی درازای بدنی است به اندازه ۳۰–۴۰ سانتی‌متر که ترکیب دودیسی جنسی در آن‌ها ناپیدا است.